# Манифест фашистских интеллектуалов
Манифест фашистских интеллектуалов (итал. «Manifesto degli Intellettuali del Fascismo») — идеологическое обоснование итальянского фашизма. Манифест был написан итальянским философом Джованни Джентиле в 1925 году и 21 апреля того же года опубликован в ведущих газетах фашистской Италии.

## История появления

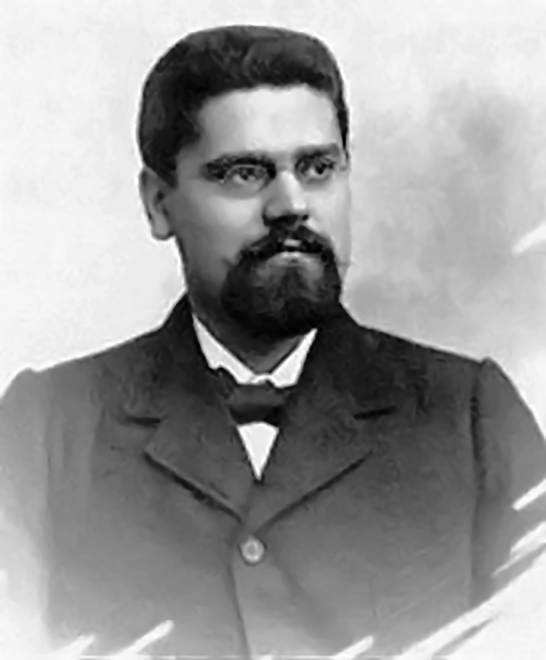
Джованни Джентиле

Первый Конгресс фашистских институтов культуры, организованный в городе Болонья 29 и 30 марта 1925 года Франко Чарлантини, главой Отдела прессы и пропаганды Национальной фашистской партии с целью лучшей координации фашистских инициатив и культурных мероприятий, способствовал распространению Манифеста фашистской интеллигенции для интеллектуалов всех наций, который был составлен Джованни Джентиле
Манифест был опубликован в «Il Popolo d’Italia», органе Национальной фашистской партии, и почти во всей итальянской прессе 21 апреля (День основания города Рим) того же года. Его подписали интеллектуалы, собравшиеся в Болонье, и многие другие, присоединившиеся к нему.
В основе текста — конференция по свободе и либерализму, проведенная незадолго до этого философом и министром образования Джованни Джентиле. Секретариат конференции сообщил прессе о приверженности двухсот пятидесяти интеллектуалов, в том числе тридцати трех евреев, принципам, декларируемым в манифесте.
Фактически, Манифест представляет собой, с одной стороны, попытку указать политико-культурные основы фашистской идеологии, а с другой — оправдать в либеральном ключе антилиберальную сущность фашистского движения.

## Текст манифеста
Отрывки из текста манифеста, автор — Джованни Джентиле:

Фашизм — это одновременно новое движение и древнее проявление итальянского духа, тесно связанное с историей итальянской нации. Он учитывает интересы не только итальянцев, но и всех национальностей, проживающих в стране.
Истоки фашизма уходят в 1919 год, когда группа людей собралась вокруг Бенито Муссолини, чтобы противостоять демосоциалистической политике того времени. После Великой войны, из которой Италия вышла победительницей, но измотанной, страна столкнулась с утилитарным взглядом на жертвы, принесённые её народом. Это привело к разобщённости общества, подрыву государственной власти, снижению престижа короля и армии. Индивидуализм и эгоизм способствовали моральному разложению, ослаблению дисциплины и социальной дезинтеграции.
Фашизм изначально был не только политическим, но и моральным движением. Он рассматривал политику как путь к самопожертвованию во имя великой идеи — идеи Родины. Родина понималась не как абстрактное прошлое, а как живая традиция, имеющая свою историческую миссию.
(...)
Отсюда фашизм приобретает религиозный характер. Именно эта убеждённость определила его методы борьбы с 1919 по 1922 год. Фашисты оставались в меньшинстве, в том числе и в парламенте, куда впервые вошли в 1921 году. Государство того времени было антифашистским, поскольку основывалось на принципах либерализма, но либерализма слабого, не способного к внутреннему обновлению.
Оппозиция фашизму состояла из представителей старой политической системы — демократов, реакционеров, радикалов, масонов. Однако она не могла предложить жизнеспособной альтернативы, поскольку её принципы устарели. История показывает, что из двух противостоящих принципов побеждает тот, который является более высоким, способным объединить в себе элементы обоих. Фашизм, по своей сути, был именно таким синтезом.
(...)
Фашисты были убеждены в своей неизбежной победе и не шли на компромиссы. Они терпеливо ожидали момента, когда их противники осознают, что будущее принадлежит фашизму, и признают, что остатки их собственных программ включены в фашистскую идеологию, но в более смелой, сложной и отвечающей реальности форме.
(...)
Когда этот духовный кризис будет преодолен, в Италии, прочно утвердившейся на фашистских основах, постепенно появятся новые идеи, программы и политические движения...

## Критика
Не вся интеллектуальная элита Италии одобрительно отнеслась к «Манифесту фашистской интеллигенции». 1 мая 1925 года в газете «Мондо» был опубликован «Манифест интеллектуалов-антифашистов», написанный философом, историком и писателем Бенедетто Кроче. Среди подписавших этот манифест были писатель и журналист Джованни Амендола, экономист и политик Луиджи Эйнауди и ряд других итальянских журналистов, философов, писателей. «Контрманифест» Кроче был очень осторожным и умеренным документом, провозглашавшим отказ от смешивания политики, литературы и науки, но среди прочего в этом манифесте прозвучал тезис о несовместимости фашизма и культуры. Именно этот тезис вызвал наибольшее неприятие Джованни Джентиле.
Значительно более жесткой критике подверг «Манифест фашистской интеллигенции» публицист Пьеро Гобетти — издатель еженедельника «Либеральная революция». Позиция Гобетти отражала мнение той части итальянских интеллектуалов, для которых фашизм был полностью неприемлемым явлением.